# KRC Genk
KRC Genk är en belgisk fotbollsklubb från Genk som spelar i Jupiler Pro League. Klubben grundades 1988, efter en sammanslagning av KSV THOR Waterschei och KFC Winterslag. Hemmamatcherna spelas på Luminus Arena.
Fansen har brödraskap med Petrolul Ploiești (Peluza Latina) från Rumänien.

## Spelartruppen
| Nr | Land            | Pos | Namn                   |
| -- | --------------- | --- | ---------------------- |
| 1  | Belgien         | MV  | Hendrik Van Crombrugge |
| 2  | USA             | F   | Mark McKenzie          |
| 3  | Spanien         | F   | Mujaid Sadick          |
| 4  | Elfenbenskusten | MF  | Aziz Ouattara          |
| 5  | Mexiko          | F   | Gerardo Arteaga        |
| 7  | Gambia          | A   | Alieu Fadera           |
| 8  | Belgien         | MF  | Bryan Heynen           |
| 9  | Schweiz         | A   | Andi Zeqiri            |
| 10 | Marocko         | MF  | Bilal El Khannouss     |
| 14 | Nigeria         | A   | Yira Sor               |
| 17 | Slovakien       | MF  | Patrik Hrošovský       |
| 18 | Kongo-Kinshasa  | F   | Joris Kayembe          |
| 19 | Belgien         | MF  | Anouar Ait El Hadj     |

| Nr | Land      | Pos | Namn                   |
| -- | --------- | --- | ---------------------- |
| 23 | Colombia  | F   | Daniel Muñoz           |
| 24 | Belgien   | MF  | Luca Oyen              |
| 25 | Argentina | MF  | Matías Galarza         |
| 26 | Belgien   | MV  | Maarten Vandevoordt    |
| 28 | Ghana     | A   | Joseph Paintsil        |
| 30 | Belgien   | MV  | Vic Chambaere          |
| 41 | Belgien   | MV  | Mike Penders           |
| 46 | Colombia  | F   | Carlos Cuesta          |
| 70 | Guinea    | MF  | Ibrahima Bangoura      |
| 77 | Marocko   | MF  | Zakaria El Ouahdi      |
| 90 | Ghana     | A   | Christopher Bonsu Baah |
| 99 | Nigeria   | A   | Tolu Arokodare         |

### Utlånade spelare
| Nr | Land      | Pos | Namn                                       |
| -- | --------- | --- | ------------------------------------------ |
| -  | Belgien   | MF  | Mike Trésor (i Burnley till 30 juni 2024)  |
| -  | Argentina | MF  | Nicolás Castro (i Elche till 30 juni 2024) |

| Nr | Land    | Pos | Namn                                         |
| -- | ------- | --- | -------------------------------------------- |
| -  | Danmark | F   | Rasmus Carstensen (i Köln till 30 juni 2024) |